# Daystar Television Network
Daystar Television Network (o semplicemente Daystar TV) è una rete televisiva statunitense cristiana evangelica, con sede a Bedford in Texas.
I suoi fondatori sono Marcus Lamb e sua moglie Joni.

## Storia
Le radici di Daystar possono essere fatte risalire al 1993, quando Marcus Lamb ha acquistato KMPX (canale 29), una stazione televisiva UHF di Dallas, in Texas, trasmettendo la programmazione cristiana. Marcus Lamb, cristiano evangelico nativo della Georgia, ha iniziato a predicare giovanissimo , all'età di 15 anni . Nel 1982, sposò Joni Trammel, e insieme hanno cominciato a viaggiare in lungo ed in largo per tutti gli Stati Uniti, facendo la predicazione nelle chiese, nei congressi evangelistici, e le crociate cristiane. 
Nel 1984, i due si trasferirono a Montgomery, in Alabama per lanciare una stazione televisiva. In meno di un anno, WMCF-TV (canale 45), divenne la prima stazione televisiva cristiana nello stato dell'Alabama. I coniugi Lamb hanno interamente costruito la stazione televisiva cristiana per i successivi cinque anni, e nel 1990 l'hanno poi venduta alla Trinity Broadcasting Network (TBN). Si trasferirono a Dallas-Fort Worth Metroplex, dove nel 1993, hanno lanciato la loro prima stazione televisiva cristiana nel mercato del Texas gestendola interamente per tre anni. Poi, nel 1996, hanno acquistato una stazione televisiva cristiana in Colorado, affidando ufficialmente il loro ministero evangelistico alla gestione di una rete televisiva. Nell'agosto del 1997, il piccolo staff si trasferì in 32.000 metri quadrati (3.000 m2) di struttura che comprendeva gli studi di produzione ; Daystar è stato lanciato ufficialmente il 31 dicembre 1997.
Dal 1993, le possibilità di Daystar sono triplicate in termini di dimensioni, e il suo segnale di trasmissione ha raggiunto 200 paesi e 670 milioni di famiglie a livello globale. Nel 2010, Daystar è diventata la prima rete cristiana a tempo pieno per costruire una stazione televisiva in Israele.
Il 21 marzo 2011, Daystar ha annunciato che avrebbe ridimensionato i suoi studi di produzione a Ashland (Kentucky); Houston (Texas); e Denver (Colorado), rendendo efficace il provvedimento nel mese successivo; le strutture continuarono ad essere utilizzate come trasmettitori, ma riducendo le capacità di trasmissione. Questo, con studi gestiti da uno staff tecnico limitato, ha portato al licenziamento di un numero imprecisato di dipendenti della Daystar.

## Programmazione
Daystar trasmette programmi da ministri e relatori da tutto il mondo.
Daystar ha anche affrontato molte polemiche in Israele, quando divenne la prima rete televisiva estera cristiana alla quale fu concessa una speciale licenza di trasmissione dal governo israeliano nel 2006. L'annuncio ha attirato critiche da parte dei leader ebraici sia in Israele che negli Stati Uniti, che hanno creduto che lo scopo della rete fosse volto interamente a convertire gli ebrei israeliani attraverso i suoi numerosi programmi indirizzati specificatamente a spettatori ebrei messianici . Nel 2007, il provider via cavo israeliano HOT ha annunciato di voler abbandonare Daystar dalla sua fila, affermando che la decisione è stata presa dopo che la società ha ricevuto denunce di contenuti di Daystar. Daystar ha presentato una petizione alla Corte Suprema di ascoltare il caso, accusando HOT di discriminazione religiosa. Due anni più tardi, HOT invertito la sua decisione e ha ripreso nelle sue file la rete Daystar.
La programmazione è caratterizzata da predicatori e relatori evangelici provenienti da tutto il mondo.
La maggior parte delle trasmissioni proviene da gruppi e individui in linea con le varie dottrine evangeliche.
Vanno in onda molte predicazioni in diretta o registrate dai vari ministri, tra i quali quelli di John Hagee, Benny Hinn, Kenneth Copeland, T.D Jakes, David Reagan, Joyce Meyer, Kerry Shook, Sid Roth, Joel Osteen, Creflo Dollar, Jack Graham, Hal Lindsey, Jonathan Falwell, Rick Warren.